# 1004 Belopolskya
1004 Belopolskya är en asteroid i huvudbältet  som upptäcktes den 5 september 1923 av den ryska astronomen Sergej Beljavskij vid Simeiz-observatoriet på Krim. Dess preliminära beteckning var 1923 OS. Den blev sedan namngiven efter den ryske astrofysikern Aristarch Belopolskij.
Den tillhör asteroidgruppen Cybele.
Belopolskya hade sin senaste periheliepassage skedde den 10 oktober 2017.[Uppdatering behövs] Dess rotationstid har bestämts till 9,44 timmar.